# Лившиц, Эдуард Яковлевич
Эдуард Яковлевич Ли́вшиц (23 сентября 1938, посёлок Городец, Гомельская область) — советский шахматный композитор, международный мастер (1971) и судья всесоюзной категории (1966) по шахматной композиции. Инженер, кандидат технических наук. С 1955 опубликовал около 150 композиций, преимущественно двухходовки. Финалист 5 личных чемпионатов СССР (1959—1969) и многих конкурсов, где удостоен свыше 50 призов, в том числе 20 — первых.

## Задачи
|   | a | b | c | d | e | f | g | h |   |
| - | --- | --- | --- | --- | --- | --- | --- | --- | - |
| 8 | d7 чёрная пешка · b6 чёрная пешка · d6 белая пешка · f6 чёрный конь · g6 чёрная пешка · b5 белая пешка · e5 чёрный король · g5 чёрная пешка · d4 белая ладья · e4 чёрная пешка · f4 белая ладья · g4 белый слон · a3 белый ферзь · e2 белый король · f2 белый слон · g2 белый конь · e1 белый конь | d7 чёрная пешка · b6 чёрная пешка · d6 белая пешка · f6 чёрный конь · g6 чёрная пешка · b5 белая пешка · e5 чёрный король · g5 чёрная пешка · d4 белая ладья · e4 чёрная пешка · f4 белая ладья · g4 белый слон · a3 белый ферзь · e2 белый король · f2 белый слон · g2 белый конь · e1 белый конь | d7 чёрная пешка · b6 чёрная пешка · d6 белая пешка · f6 чёрный конь · g6 чёрная пешка · b5 белая пешка · e5 чёрный король · g5 чёрная пешка · d4 белая ладья · e4 чёрная пешка · f4 белая ладья · g4 белый слон · a3 белый ферзь · e2 белый король · f2 белый слон · g2 белый конь · e1 белый конь | d7 чёрная пешка · b6 чёрная пешка · d6 белая пешка · f6 чёрный конь · g6 чёрная пешка · b5 белая пешка · e5 чёрный король · g5 чёрная пешка · d4 белая ладья · e4 чёрная пешка · f4 белая ладья · g4 белый слон · a3 белый ферзь · e2 белый король · f2 белый слон · g2 белый конь · e1 белый конь | d7 чёрная пешка · b6 чёрная пешка · d6 белая пешка · f6 чёрный конь · g6 чёрная пешка · b5 белая пешка · e5 чёрный король · g5 чёрная пешка · d4 белая ладья · e4 чёрная пешка · f4 белая ладья · g4 белый слон · a3 белый ферзь · e2 белый король · f2 белый слон · g2 белый конь · e1 белый конь | d7 чёрная пешка · b6 чёрная пешка · d6 белая пешка · f6 чёрный конь · g6 чёрная пешка · b5 белая пешка · e5 чёрный король · g5 чёрная пешка · d4 белая ладья · e4 чёрная пешка · f4 белая ладья · g4 белый слон · a3 белый ферзь · e2 белый король · f2 белый слон · g2 белый конь · e1 белый конь | d7 чёрная пешка · b6 чёрная пешка · d6 белая пешка · f6 чёрный конь · g6 чёрная пешка · b5 белая пешка · e5 чёрный король · g5 чёрная пешка · d4 белая ладья · e4 чёрная пешка · f4 белая ладья · g4 белый слон · a3 белый ферзь · e2 белый король · f2 белый слон · g2 белый конь · e1 белый конь | d7 чёрная пешка · b6 чёрная пешка · d6 белая пешка · f6 чёрный конь · g6 чёрная пешка · b5 белая пешка · e5 чёрный король · g5 чёрная пешка · d4 белая ладья · e4 чёрная пешка · f4 белая ладья · g4 белый слон · a3 белый ферзь · e2 белый король · f2 белый слон · g2 белый конь · e1 белый конь | 8 |
| 7 | d7 чёрная пешка · b6 чёрная пешка · d6 белая пешка · f6 чёрный конь · g6 чёрная пешка · b5 белая пешка · e5 чёрный король · g5 чёрная пешка · d4 белая ладья · e4 чёрная пешка · f4 белая ладья · g4 белый слон · a3 белый ферзь · e2 белый король · f2 белый слон · g2 белый конь · e1 белый конь | d7 чёрная пешка · b6 чёрная пешка · d6 белая пешка · f6 чёрный конь · g6 чёрная пешка · b5 белая пешка · e5 чёрный король · g5 чёрная пешка · d4 белая ладья · e4 чёрная пешка · f4 белая ладья · g4 белый слон · a3 белый ферзь · e2 белый король · f2 белый слон · g2 белый конь · e1 белый конь | d7 чёрная пешка · b6 чёрная пешка · d6 белая пешка · f6 чёрный конь · g6 чёрная пешка · b5 белая пешка · e5 чёрный король · g5 чёрная пешка · d4 белая ладья · e4 чёрная пешка · f4 белая ладья · g4 белый слон · a3 белый ферзь · e2 белый король · f2 белый слон · g2 белый конь · e1 белый конь | d7 чёрная пешка · b6 чёрная пешка · d6 белая пешка · f6 чёрный конь · g6 чёрная пешка · b5 белая пешка · e5 чёрный король · g5 чёрная пешка · d4 белая ладья · e4 чёрная пешка · f4 белая ладья · g4 белый слон · a3 белый ферзь · e2 белый король · f2 белый слон · g2 белый конь · e1 белый конь | d7 чёрная пешка · b6 чёрная пешка · d6 белая пешка · f6 чёрный конь · g6 чёрная пешка · b5 белая пешка · e5 чёрный король · g5 чёрная пешка · d4 белая ладья · e4 чёрная пешка · f4 белая ладья · g4 белый слон · a3 белый ферзь · e2 белый король · f2 белый слон · g2 белый конь · e1 белый конь | d7 чёрная пешка · b6 чёрная пешка · d6 белая пешка · f6 чёрный конь · g6 чёрная пешка · b5 белая пешка · e5 чёрный король · g5 чёрная пешка · d4 белая ладья · e4 чёрная пешка · f4 белая ладья · g4 белый слон · a3 белый ферзь · e2 белый король · f2 белый слон · g2 белый конь · e1 белый конь | d7 чёрная пешка · b6 чёрная пешка · d6 белая пешка · f6 чёрный конь · g6 чёрная пешка · b5 белая пешка · e5 чёрный король · g5 чёрная пешка · d4 белая ладья · e4 чёрная пешка · f4 белая ладья · g4 белый слон · a3 белый ферзь · e2 белый король · f2 белый слон · g2 белый конь · e1 белый конь | d7 чёрная пешка · b6 чёрная пешка · d6 белая пешка · f6 чёрный конь · g6 чёрная пешка · b5 белая пешка · e5 чёрный король · g5 чёрная пешка · d4 белая ладья · e4 чёрная пешка · f4 белая ладья · g4 белый слон · a3 белый ферзь · e2 белый король · f2 белый слон · g2 белый конь · e1 белый конь | 7 |
| 6 | d7 чёрная пешка · b6 чёрная пешка · d6 белая пешка · f6 чёрный конь · g6 чёрная пешка · b5 белая пешка · e5 чёрный король · g5 чёрная пешка · d4 белая ладья · e4 чёрная пешка · f4 белая ладья · g4 белый слон · a3 белый ферзь · e2 белый король · f2 белый слон · g2 белый конь · e1 белый конь | d7 чёрная пешка · b6 чёрная пешка · d6 белая пешка · f6 чёрный конь · g6 чёрная пешка · b5 белая пешка · e5 чёрный король · g5 чёрная пешка · d4 белая ладья · e4 чёрная пешка · f4 белая ладья · g4 белый слон · a3 белый ферзь · e2 белый король · f2 белый слон · g2 белый конь · e1 белый конь | d7 чёрная пешка · b6 чёрная пешка · d6 белая пешка · f6 чёрный конь · g6 чёрная пешка · b5 белая пешка · e5 чёрный король · g5 чёрная пешка · d4 белая ладья · e4 чёрная пешка · f4 белая ладья · g4 белый слон · a3 белый ферзь · e2 белый король · f2 белый слон · g2 белый конь · e1 белый конь | d7 чёрная пешка · b6 чёрная пешка · d6 белая пешка · f6 чёрный конь · g6 чёрная пешка · b5 белая пешка · e5 чёрный король · g5 чёрная пешка · d4 белая ладья · e4 чёрная пешка · f4 белая ладья · g4 белый слон · a3 белый ферзь · e2 белый король · f2 белый слон · g2 белый конь · e1 белый конь | d7 чёрная пешка · b6 чёрная пешка · d6 белая пешка · f6 чёрный конь · g6 чёрная пешка · b5 белая пешка · e5 чёрный король · g5 чёрная пешка · d4 белая ладья · e4 чёрная пешка · f4 белая ладья · g4 белый слон · a3 белый ферзь · e2 белый король · f2 белый слон · g2 белый конь · e1 белый конь | d7 чёрная пешка · b6 чёрная пешка · d6 белая пешка · f6 чёрный конь · g6 чёрная пешка · b5 белая пешка · e5 чёрный король · g5 чёрная пешка · d4 белая ладья · e4 чёрная пешка · f4 белая ладья · g4 белый слон · a3 белый ферзь · e2 белый король · f2 белый слон · g2 белый конь · e1 белый конь | d7 чёрная пешка · b6 чёрная пешка · d6 белая пешка · f6 чёрный конь · g6 чёрная пешка · b5 белая пешка · e5 чёрный король · g5 чёрная пешка · d4 белая ладья · e4 чёрная пешка · f4 белая ладья · g4 белый слон · a3 белый ферзь · e2 белый король · f2 белый слон · g2 белый конь · e1 белый конь | d7 чёрная пешка · b6 чёрная пешка · d6 белая пешка · f6 чёрный конь · g6 чёрная пешка · b5 белая пешка · e5 чёрный король · g5 чёрная пешка · d4 белая ладья · e4 чёрная пешка · f4 белая ладья · g4 белый слон · a3 белый ферзь · e2 белый король · f2 белый слон · g2 белый конь · e1 белый конь | 6 |
| 5 | d7 чёрная пешка · b6 чёрная пешка · d6 белая пешка · f6 чёрный конь · g6 чёрная пешка · b5 белая пешка · e5 чёрный король · g5 чёрная пешка · d4 белая ладья · e4 чёрная пешка · f4 белая ладья · g4 белый слон · a3 белый ферзь · e2 белый король · f2 белый слон · g2 белый конь · e1 белый конь | d7 чёрная пешка · b6 чёрная пешка · d6 белая пешка · f6 чёрный конь · g6 чёрная пешка · b5 белая пешка · e5 чёрный король · g5 чёрная пешка · d4 белая ладья · e4 чёрная пешка · f4 белая ладья · g4 белый слон · a3 белый ферзь · e2 белый король · f2 белый слон · g2 белый конь · e1 белый конь | d7 чёрная пешка · b6 чёрная пешка · d6 белая пешка · f6 чёрный конь · g6 чёрная пешка · b5 белая пешка · e5 чёрный король · g5 чёрная пешка · d4 белая ладья · e4 чёрная пешка · f4 белая ладья · g4 белый слон · a3 белый ферзь · e2 белый король · f2 белый слон · g2 белый конь · e1 белый конь | d7 чёрная пешка · b6 чёрная пешка · d6 белая пешка · f6 чёрный конь · g6 чёрная пешка · b5 белая пешка · e5 чёрный король · g5 чёрная пешка · d4 белая ладья · e4 чёрная пешка · f4 белая ладья · g4 белый слон · a3 белый ферзь · e2 белый король · f2 белый слон · g2 белый конь · e1 белый конь | d7 чёрная пешка · b6 чёрная пешка · d6 белая пешка · f6 чёрный конь · g6 чёрная пешка · b5 белая пешка · e5 чёрный король · g5 чёрная пешка · d4 белая ладья · e4 чёрная пешка · f4 белая ладья · g4 белый слон · a3 белый ферзь · e2 белый король · f2 белый слон · g2 белый конь · e1 белый конь | d7 чёрная пешка · b6 чёрная пешка · d6 белая пешка · f6 чёрный конь · g6 чёрная пешка · b5 белая пешка · e5 чёрный король · g5 чёрная пешка · d4 белая ладья · e4 чёрная пешка · f4 белая ладья · g4 белый слон · a3 белый ферзь · e2 белый король · f2 белый слон · g2 белый конь · e1 белый конь | d7 чёрная пешка · b6 чёрная пешка · d6 белая пешка · f6 чёрный конь · g6 чёрная пешка · b5 белая пешка · e5 чёрный король · g5 чёрная пешка · d4 белая ладья · e4 чёрная пешка · f4 белая ладья · g4 белый слон · a3 белый ферзь · e2 белый король · f2 белый слон · g2 белый конь · e1 белый конь | d7 чёрная пешка · b6 чёрная пешка · d6 белая пешка · f6 чёрный конь · g6 чёрная пешка · b5 белая пешка · e5 чёрный король · g5 чёрная пешка · d4 белая ладья · e4 чёрная пешка · f4 белая ладья · g4 белый слон · a3 белый ферзь · e2 белый король · f2 белый слон · g2 белый конь · e1 белый конь | 5 |
| 4 | d7 чёрная пешка · b6 чёрная пешка · d6 белая пешка · f6 чёрный конь · g6 чёрная пешка · b5 белая пешка · e5 чёрный король · g5 чёрная пешка · d4 белая ладья · e4 чёрная пешка · f4 белая ладья · g4 белый слон · a3 белый ферзь · e2 белый король · f2 белый слон · g2 белый конь · e1 белый конь | d7 чёрная пешка · b6 чёрная пешка · d6 белая пешка · f6 чёрный конь · g6 чёрная пешка · b5 белая пешка · e5 чёрный король · g5 чёрная пешка · d4 белая ладья · e4 чёрная пешка · f4 белая ладья · g4 белый слон · a3 белый ферзь · e2 белый король · f2 белый слон · g2 белый конь · e1 белый конь | d7 чёрная пешка · b6 чёрная пешка · d6 белая пешка · f6 чёрный конь · g6 чёрная пешка · b5 белая пешка · e5 чёрный король · g5 чёрная пешка · d4 белая ладья · e4 чёрная пешка · f4 белая ладья · g4 белый слон · a3 белый ферзь · e2 белый король · f2 белый слон · g2 белый конь · e1 белый конь | d7 чёрная пешка · b6 чёрная пешка · d6 белая пешка · f6 чёрный конь · g6 чёрная пешка · b5 белая пешка · e5 чёрный король · g5 чёрная пешка · d4 белая ладья · e4 чёрная пешка · f4 белая ладья · g4 белый слон · a3 белый ферзь · e2 белый король · f2 белый слон · g2 белый конь · e1 белый конь | d7 чёрная пешка · b6 чёрная пешка · d6 белая пешка · f6 чёрный конь · g6 чёрная пешка · b5 белая пешка · e5 чёрный король · g5 чёрная пешка · d4 белая ладья · e4 чёрная пешка · f4 белая ладья · g4 белый слон · a3 белый ферзь · e2 белый король · f2 белый слон · g2 белый конь · e1 белый конь | d7 чёрная пешка · b6 чёрная пешка · d6 белая пешка · f6 чёрный конь · g6 чёрная пешка · b5 белая пешка · e5 чёрный король · g5 чёрная пешка · d4 белая ладья · e4 чёрная пешка · f4 белая ладья · g4 белый слон · a3 белый ферзь · e2 белый король · f2 белый слон · g2 белый конь · e1 белый конь | d7 чёрная пешка · b6 чёрная пешка · d6 белая пешка · f6 чёрный конь · g6 чёрная пешка · b5 белая пешка · e5 чёрный король · g5 чёрная пешка · d4 белая ладья · e4 чёрная пешка · f4 белая ладья · g4 белый слон · a3 белый ферзь · e2 белый король · f2 белый слон · g2 белый конь · e1 белый конь | d7 чёрная пешка · b6 чёрная пешка · d6 белая пешка · f6 чёрный конь · g6 чёрная пешка · b5 белая пешка · e5 чёрный король · g5 чёрная пешка · d4 белая ладья · e4 чёрная пешка · f4 белая ладья · g4 белый слон · a3 белый ферзь · e2 белый король · f2 белый слон · g2 белый конь · e1 белый конь | 4 |
| 3 | d7 чёрная пешка · b6 чёрная пешка · d6 белая пешка · f6 чёрный конь · g6 чёрная пешка · b5 белая пешка · e5 чёрный король · g5 чёрная пешка · d4 белая ладья · e4 чёрная пешка · f4 белая ладья · g4 белый слон · a3 белый ферзь · e2 белый король · f2 белый слон · g2 белый конь · e1 белый конь | d7 чёрная пешка · b6 чёрная пешка · d6 белая пешка · f6 чёрный конь · g6 чёрная пешка · b5 белая пешка · e5 чёрный король · g5 чёрная пешка · d4 белая ладья · e4 чёрная пешка · f4 белая ладья · g4 белый слон · a3 белый ферзь · e2 белый король · f2 белый слон · g2 белый конь · e1 белый конь | d7 чёрная пешка · b6 чёрная пешка · d6 белая пешка · f6 чёрный конь · g6 чёрная пешка · b5 белая пешка · e5 чёрный король · g5 чёрная пешка · d4 белая ладья · e4 чёрная пешка · f4 белая ладья · g4 белый слон · a3 белый ферзь · e2 белый король · f2 белый слон · g2 белый конь · e1 белый конь | d7 чёрная пешка · b6 чёрная пешка · d6 белая пешка · f6 чёрный конь · g6 чёрная пешка · b5 белая пешка · e5 чёрный король · g5 чёрная пешка · d4 белая ладья · e4 чёрная пешка · f4 белая ладья · g4 белый слон · a3 белый ферзь · e2 белый король · f2 белый слон · g2 белый конь · e1 белый конь | d7 чёрная пешка · b6 чёрная пешка · d6 белая пешка · f6 чёрный конь · g6 чёрная пешка · b5 белая пешка · e5 чёрный король · g5 чёрная пешка · d4 белая ладья · e4 чёрная пешка · f4 белая ладья · g4 белый слон · a3 белый ферзь · e2 белый король · f2 белый слон · g2 белый конь · e1 белый конь | d7 чёрная пешка · b6 чёрная пешка · d6 белая пешка · f6 чёрный конь · g6 чёрная пешка · b5 белая пешка · e5 чёрный король · g5 чёрная пешка · d4 белая ладья · e4 чёрная пешка · f4 белая ладья · g4 белый слон · a3 белый ферзь · e2 белый король · f2 белый слон · g2 белый конь · e1 белый конь | d7 чёрная пешка · b6 чёрная пешка · d6 белая пешка · f6 чёрный конь · g6 чёрная пешка · b5 белая пешка · e5 чёрный король · g5 чёрная пешка · d4 белая ладья · e4 чёрная пешка · f4 белая ладья · g4 белый слон · a3 белый ферзь · e2 белый король · f2 белый слон · g2 белый конь · e1 белый конь | d7 чёрная пешка · b6 чёрная пешка · d6 белая пешка · f6 чёрный конь · g6 чёрная пешка · b5 белая пешка · e5 чёрный король · g5 чёрная пешка · d4 белая ладья · e4 чёрная пешка · f4 белая ладья · g4 белый слон · a3 белый ферзь · e2 белый король · f2 белый слон · g2 белый конь · e1 белый конь | 3 |
| 2 | d7 чёрная пешка · b6 чёрная пешка · d6 белая пешка · f6 чёрный конь · g6 чёрная пешка · b5 белая пешка · e5 чёрный король · g5 чёрная пешка · d4 белая ладья · e4 чёрная пешка · f4 белая ладья · g4 белый слон · a3 белый ферзь · e2 белый король · f2 белый слон · g2 белый конь · e1 белый конь | d7 чёрная пешка · b6 чёрная пешка · d6 белая пешка · f6 чёрный конь · g6 чёрная пешка · b5 белая пешка · e5 чёрный король · g5 чёрная пешка · d4 белая ладья · e4 чёрная пешка · f4 белая ладья · g4 белый слон · a3 белый ферзь · e2 белый король · f2 белый слон · g2 белый конь · e1 белый конь | d7 чёрная пешка · b6 чёрная пешка · d6 белая пешка · f6 чёрный конь · g6 чёрная пешка · b5 белая пешка · e5 чёрный король · g5 чёрная пешка · d4 белая ладья · e4 чёрная пешка · f4 белая ладья · g4 белый слон · a3 белый ферзь · e2 белый король · f2 белый слон · g2 белый конь · e1 белый конь | d7 чёрная пешка · b6 чёрная пешка · d6 белая пешка · f6 чёрный конь · g6 чёрная пешка · b5 белая пешка · e5 чёрный король · g5 чёрная пешка · d4 белая ладья · e4 чёрная пешка · f4 белая ладья · g4 белый слон · a3 белый ферзь · e2 белый король · f2 белый слон · g2 белый конь · e1 белый конь | d7 чёрная пешка · b6 чёрная пешка · d6 белая пешка · f6 чёрный конь · g6 чёрная пешка · b5 белая пешка · e5 чёрный король · g5 чёрная пешка · d4 белая ладья · e4 чёрная пешка · f4 белая ладья · g4 белый слон · a3 белый ферзь · e2 белый король · f2 белый слон · g2 белый конь · e1 белый конь | d7 чёрная пешка · b6 чёрная пешка · d6 белая пешка · f6 чёрный конь · g6 чёрная пешка · b5 белая пешка · e5 чёрный король · g5 чёрная пешка · d4 белая ладья · e4 чёрная пешка · f4 белая ладья · g4 белый слон · a3 белый ферзь · e2 белый король · f2 белый слон · g2 белый конь · e1 белый конь | d7 чёрная пешка · b6 чёрная пешка · d6 белая пешка · f6 чёрный конь · g6 чёрная пешка · b5 белая пешка · e5 чёрный король · g5 чёрная пешка · d4 белая ладья · e4 чёрная пешка · f4 белая ладья · g4 белый слон · a3 белый ферзь · e2 белый король · f2 белый слон · g2 белый конь · e1 белый конь | d7 чёрная пешка · b6 чёрная пешка · d6 белая пешка · f6 чёрный конь · g6 чёрная пешка · b5 белая пешка · e5 чёрный король · g5 чёрная пешка · d4 белая ладья · e4 чёрная пешка · f4 белая ладья · g4 белый слон · a3 белый ферзь · e2 белый король · f2 белый слон · g2 белый конь · e1 белый конь | 2 |
| 1 | d7 чёрная пешка · b6 чёрная пешка · d6 белая пешка · f6 чёрный конь · g6 чёрная пешка · b5 белая пешка · e5 чёрный король · g5 чёрная пешка · d4 белая ладья · e4 чёрная пешка · f4 белая ладья · g4 белый слон · a3 белый ферзь · e2 белый король · f2 белый слон · g2 белый конь · e1 белый конь | d7 чёрная пешка · b6 чёрная пешка · d6 белая пешка · f6 чёрный конь · g6 чёрная пешка · b5 белая пешка · e5 чёрный король · g5 чёрная пешка · d4 белая ладья · e4 чёрная пешка · f4 белая ладья · g4 белый слон · a3 белый ферзь · e2 белый король · f2 белый слон · g2 белый конь · e1 белый конь | d7 чёрная пешка · b6 чёрная пешка · d6 белая пешка · f6 чёрный конь · g6 чёрная пешка · b5 белая пешка · e5 чёрный король · g5 чёрная пешка · d4 белая ладья · e4 чёрная пешка · f4 белая ладья · g4 белый слон · a3 белый ферзь · e2 белый король · f2 белый слон · g2 белый конь · e1 белый конь | d7 чёрная пешка · b6 чёрная пешка · d6 белая пешка · f6 чёрный конь · g6 чёрная пешка · b5 белая пешка · e5 чёрный король · g5 чёрная пешка · d4 белая ладья · e4 чёрная пешка · f4 белая ладья · g4 белый слон · a3 белый ферзь · e2 белый король · f2 белый слон · g2 белый конь · e1 белый конь | d7 чёрная пешка · b6 чёрная пешка · d6 белая пешка · f6 чёрный конь · g6 чёрная пешка · b5 белая пешка · e5 чёрный король · g5 чёрная пешка · d4 белая ладья · e4 чёрная пешка · f4 белая ладья · g4 белый слон · a3 белый ферзь · e2 белый король · f2 белый слон · g2 белый конь · e1 белый конь | d7 чёрная пешка · b6 чёрная пешка · d6 белая пешка · f6 чёрный конь · g6 чёрная пешка · b5 белая пешка · e5 чёрный король · g5 чёрная пешка · d4 белая ладья · e4 чёрная пешка · f4 белая ладья · g4 белый слон · a3 белый ферзь · e2 белый король · f2 белый слон · g2 белый конь · e1 белый конь | d7 чёрная пешка · b6 чёрная пешка · d6 белая пешка · f6 чёрный конь · g6 чёрная пешка · b5 белая пешка · e5 чёрный король · g5 чёрная пешка · d4 белая ладья · e4 чёрная пешка · f4 белая ладья · g4 белый слон · a3 белый ферзь · e2 белый король · f2 белый слон · g2 белый конь · e1 белый конь | d7 чёрная пешка · b6 чёрная пешка · d6 белая пешка · f6 чёрный конь · g6 чёрная пешка · b5 белая пешка · e5 чёрный король · g5 чёрная пешка · d4 белая ладья · e4 чёрная пешка · f4 белая ладья · g4 белый слон · a3 белый ферзь · e2 белый король · f2 белый слон · g2 белый конь · e1 белый конь | 1 |
|   | a | b | c | d | e | f | g | h |   |

1.Фd3? ed+ 2.К:d3 и 1…е3 2.Kf3#, но 1…gf!;

1.Фf3? ef+ 2.К:f3# и 1…е3 2.Kd3#, но 1…Kd5!;

1.Ке3! Kp: d4 2.Kf3# и

1…Кр: f4 2.Kd3# — тема Рухлиса.

1…К ~ 2. Лd: е4#,

1…gf 2.Кс4#